# Поукателоу
Поукателоу (на английски: Pocatello) е град в окръг Банък, щата Айдахо, САЩ. Поукателоу е с население от 51 466 жители (2000) и обща площ от 73,1 km². Намира се на 1360 m надморска височина. Телефонният му код е 208.